# Верхний Бор (Тверская область)
Верхний Бор — деревня в Ржевском районе Тверской области. Входит в состав сельского поселения «Хорошево».

## География
Находится в южной части Тверской области на расстоянии приблизительно 6 км по прямой на север-северо-запад от вокзала станции Ржев-Балтийский на правом берегу Волги.

## История
В 1859 году здесь (деревня Поздырево Ржевского уезда Тверской губернии) было учтено 3 двора, в 1939—29. Южнее деревни в советское время был построен дом отдыха «Верхний Бор», позже пансионат, ныне заброшен.

## Население
Численность населения: 29 человек (1859 год), 36 (русские 67 %) в 2002 году, 20 в 2010.